# Karen Makishima
Karen Makishima (牧島かれん, Makishima Karen), née le 1er novembre 1976, est une femme politique japonaise, représentant la préfecture de Kanagawa à la Chambre des représentants pour le Parti libéral-démocrate. Elle fait également son entrée au gouvernement japonais en 2021, en tant que ministre chargée de la Réforme numérique dans les gouvernements Kishida I et Kishida II.

## Jeunesse, études et carrière pré-électorale
Makishima naît le 1er novembre 1976 à Yokosuka dans la préfecture de Kanagawa. Elle effectue ses études à l'International Christian University et obtient son doctorat en sciences politiques et sociales en 2008, après avoir obtenu a un master de gestion politique de l'université George-Washington,. Makishima commence ensuite sa carrière dans l'enseignement, dispensant des cours de politique internationale et d'anglais dans plusieurs universités, comme l'université pour femmes Jissen, l'université Tōin (en), l'université Keiō ou l'université Waseda,.
Elle baigne tôt dans l'univers de la politique, son père étant assistant de Jun'ya Koizumi (en), puis de son fils Jun'ichirō Koizumi et s'étant présenté comme candidat à la représentation proportionnelle aux élections de 1998 à la Chambre des conseillers,. Makishima déclare ainsi avoir su vouloir être impliquée dans la politique nationale dès son plus jeune âge, bien que ne sachant pas sous quelle forme.

## Carrière électorale
Makishima se présente élections de 2009, sous l'investiture du Parti libéral-démocrate, dans la dix-septième circonscription de la préfecture de Kanagawa, mais perd contre le candidat du Parti démocrate du Japon Yōsuke Kamiyama (ja). Aux élections de 2012, elle remporte le siège de ce dernier lors de l'élection retour, et devient la première femme à représenter la préfecture de Kanagawa à la Chambre des représentants du Japon. Réélue à ce poste en 2014, elle est nommée en 2015 au sein du gouvernement remanié Abe III au poste de secrétaire parlementaire chargée des relations avec le bureau du Cabinet.

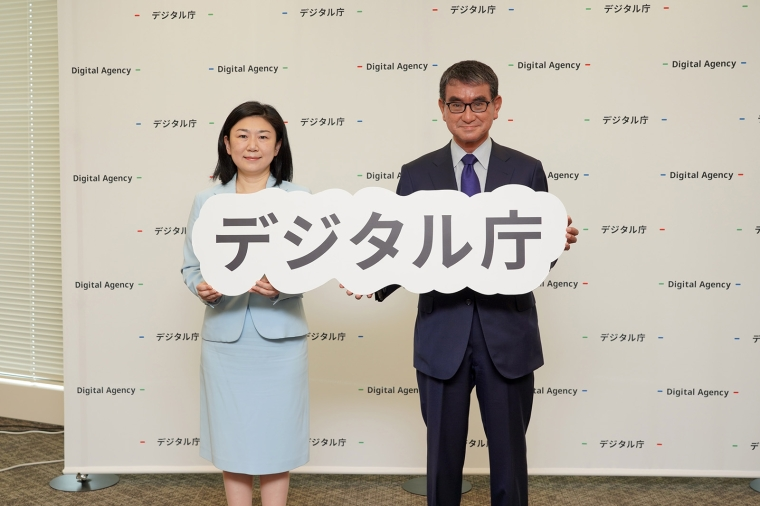
Karen Makishima et son successeur Tarō Kōno, en août 2022.

En 2016, elle est nommée à la tête d'une coalition parlementaire bipartite qui examine les questions LGBT dans la société japonaise. Elle déclare avoir été sensibilisée à ces questions après son séjour aux États-Unis, et désire faire avancer la société japonaise sur ces problématiques. De concert avec Noriko Miyagawa, une autre députée du PLD, elle dépose ainsi, sans succès, plusieurs plusieurs projets de loi sanctionnant les discriminations envers les personnes LGBT. La même année, elle est nommée au poste de directrice du quartier général local des contre-mesures lors des séismes de 2016 de Kumamoto. Lors des élections législatives japonaises de 2017, elle parvient à conserver son poste.
En 2020, elle devient la première femme nommée à la tête des Jeunes membres du Parti libéral-démocrate, poste historiquement occupé par de nombreux hommes devenus ensuite Premiers ministres,. Elle est par la suite réélue en 2021 lors des élections législatives de la même année à son poste de représentante, toujours dans la dix-septième circonscription de la préfecture de Kanagawa.
Elle est nommée ministre de la réforme numérique en 2021, et est chargée d'éliminer la disparité entre les villes et les zones rurales grâce à la numérisation des administrations. En 2022, à la suite d'un remaniement ministériel du gouvernement Kishida II, elle cède son poste à Tarō Kōno.
Makishima conserve son poste à l'issue des élections législatives de 2024, malgré une réduction de son nombre de voix obtenues.

## Prises de position
Makishima milite notamment pour un durcissement des pressions et des sanctions appliquées à la Corée du Nord et pour la promulgation de plus de lois liées à la sécurité au Japon.
Comme la majorité des représentants de son parti, elle fait la promotion des Abenomics, politique économique japonaise promue par le Premier ministre Shinzō Abe, qu'elle soutient. Elle estime également que l'énergie nucléaire est nécessaire à la contribution énergétique japonaise pour le moment, même si l'armement nucléaire ne devrait pas être envisagé. En outre, elle souhaite une révision de la Constitution antimilitariste du Japon.
D'un point de vue sociétal, Makishima se distingue de la plupart des membres du PLD en militant activement pour une reconnaissance du mariage homosexuel par l'État japonais. Elle désire également la mise en place de plus de sanctions à l'égard des individus ayant été reconnus coupables d'un comportement homophobe.

## Vie privée
Makishima est l'aînée d'une fratrie de trois sœurs, dont elle est très proche. 
C'est également une chasseuse expérimentée, un loisir qu'elle pratique depuis son enfance. Elle fait notamment partie de la ligue des chasseurs du PLD.